# Messale de Firmonibus
Il Messale de Firmonibus è un codice miniato scritto a caratteri gotici a duplice colonna. Il messale, ora conservato nel Museo diocesano di Fermo, venne miniato da Giovanni di Ugolino da Milano nel 1436 e fatto scrivere su commissione di Giovanni de Firmonibus, allora vescovo di Fermo.
La firma del miniatore e la data 1436 sono alla carta 296v: 
Il messale, consta di 800 fogli con 30 maiuscole miniate.
Nel margine inferiore della c. 296v è raffigurata la cavalcata dell'Assunta in uno spazio di mm. 263 x 90.
A sinistra, tra altri edifici, la parte posteriore della cattedrale, verso cui si dirige la processione. Sull'alto si intravede il gallo di bronzo segnavento. Il corteo è preceduto da un gruppo di bambini in tunica che saltellano, segue un suonatore di piva e due trombiettieri del comune a cavallo e due suonatori di pifferi. Dietro, un altro gruppo di giovani ben vestiti. A questo punto troviamo la cosiddetta taberna, carica di fiori e nastri colorati e portata dagli uomini appartenenti alla corporazione degli osti, seguito da giovani e soldati. Segue, portata parimenti a spalle, la barca del pescatori di Porto San Giorgio poi si vedono gli stendardi dei paesi vicini e un gruppo di  personaggi con costumi sfarzosi.